# Lovelyz
Lovelyz (en hangul, 러블리즈; romanización revisada, Leobeullijeu) fue un grupo femenino surcoreano formado en 2014 por Woollim Entertainment, siendo el primer grupo femenino de la compañía. El grupo estaba formado por ocho miembros: Baby Soul, Jiae, Jisoo, Mijoo, Kei, JIN, Sujeong y Yein. Su álbum debut, Girls' Invasion, fue lanzado el 17 de noviembre de 2014. El grupo se disolvió en 2021.

## Historia

### 2014: Debut,Girls' Invasion
El 5 de noviembre de 2014, el debut de Lovelyz fue anunciado por Woollim Entertainment. Antes del debut, Seo Jisoo se retiró por razones personales. El 10 de noviembre, Lovelyz lanzó el sencillo digital «Good Night Like Yesterday». Su showcase debut fue el 12 de noviembre en el K-ART Hall del Parque Olímpico, y su debut fue el siguiente día en M! Countdown. El álbum debut de Lovelyz, Girls' Invasion con el sencillo «Candy Jelly Love» fue lanzado el 17 de noviembre. El álbum ocupó el noveno puesto en la lista semanal de Five Music Korea-Japan y primero en la lista de álbumes de Tower Records de Japón.
El 21 de diciembre, el grupo participó en el festival anual de música SBS Gayo Daejeon para el segmento Strong Babies del festival que contó con los nuevos grupos debutantes de K-Pop. Lovelyz presentó «Candy Jelly Love» y «Moves Like Jagger» junto con Red Velvet, WINNER y GOT7.

### 2015:Hi~,Lovelyz8yLovelinus
Lovelyz lanzó la reedición para Girls' Invasion titulado Hi~ el 3 de marzo. Contenía las canciones originales de Girls' Invasion junto con dos nuevas canciones incluyendo el sencillo del mismo nombre. Hicieron la etapa de regreso con la realización de Hi~ y Joyland el 5 de marzo en el programa de música M!Countdown. El 17 de abril, Lovelyz continúa las promociones en los programas de música con la otra nueva canción de su reedición, Amusement Park. Continuaron las promociones hasta el 30 de abril. El 22 de abril, Lovelyz participó en el evento KCON 2015 Japan M!Countdown para 15.000 personas, su primera actividad en el extranjero. El 23 de mayo, el grupo se presentó en Dream Concert en el Seoul World Cup Stadium.
El 27 de agosto, Lovelyz se presentó en el Korea Brand and Entertainment Expo en Shanghái junto con Infinite. El mismo día, Woollim Entertainment anunció que Jisoo se uniría al grupo, y el miniálbum titulado Lovelyz8 a través de la página oficial de Twitter.
Lovelyz pre-lanzó el sencillo llamado «Shooting Star» que fue lanzado el 14 de septiembre. Después de sus dos EP, Lovelyz8 fue lanzado el 1 de octubre de 2015. Contenía siete pistas incluyendo el prelanzamiento «Shooting Star» y el sencillo principal «Ah-Choo». El video musical de la pista título fue lanzado en el mismo día con aparición de cameo de Hoya de Infinite.
El 31 de octubre, Lovelyz fue invitado en Yoo Hee-yeol's Sketchbook donde realizaron una cover a cappella de la canción «Beat It» de Michael Jackson. La presentación fue transmitida por el canal estadounidense FOX News y escrito por otros medios de comunicación extranjeros. «Ah-Choo» ha mantenido su posición en la mayoría de las principales charts musicales coreanos a través de 2015 y 2016, convirtiéndose en el mayor éxito de Lovelyz.
Lovelyz celebró su primer fan-meeting y mini concierto, Lovely Day el 5 de diciembre en Axe Korea. Los boletos se vendieron en los primeros cinco minutos después de que salieron a la venta. El 7 de diciembre, Lovelyz lanzó el álbum sencillo de tres pistas Lovelinus, después del nombre de su club de fanes oficial. También lanzaron el video musical para su canción principal, «For You» en el mismo día.

### 2016-2021:A New Trilogy,R U READYy disolución
El primer reality show de Lovelyz, Lovelyz in Wonderland comenzó a transmitirse el 2 de febrero en SBS MTV. Su canción «Ah-Choo» continuaba en los charts digitales coreanos de música mucho después de su lanzamiento, el 14 de septiembre de 2015.
Lovelyz lanzó su segundo miniálbum, A New Trilogy el 25 de abril de 2016. El álbum contiene siete pistas con el principal titulado «Destiny». El título de la canción debutó en el número siete en el Gaon Digital Chart, por lo que es su canción mayor clasificada hasta ahora.
En noviembre de 2016, Lovelyz anunció que celebrará su primer concierto en solitario desde el debut titulado Lovelyz in Winterland en el Blusquare Samsung Card Hall del 13 al 15 de enero de 2017. En el concierto se reveló que Lovelyz haría su regreso en febrero.
Woollim Entertainment anunció que Lovelyz estaba listo para lanzar su segundo álbum de estudio R U READY? el 27 de febrero. El 21 de febrero, los periodistas anunciaron que Heechul de Super Junior y Yoonsang serían los MC para el showcase del regreso del grupo.
El 1 de noviembre del 2021, Woollim Entertainment anunció que el contrato de todas las integrantes finalizaría el 16 de noviembre. Solo Baby Soul renovó su contrato con la empresa, lo que dio como resultado la disolución del grupo.

## Miembros
| Nombre artístico | Nombre artístico | Nombre de nacimiento | Nombre de nacimiento | Fecha de nacimiento                | Lugar de nacimiento | Posición                                           |
| ---------------- | ---------------- | -------------------- | -------------------- | ---------------------------------- | ------------------- | -------------------------------------------------- |
| Baby Soul        | 베이비소울       | Lee Su Jeong         | 이수정               | 6 de julio de 1992 (32 años)       | Gwangju             | Líder, rapera principal y vocalista líder          |
| Jiae             | 지애             | Yoo Ji Ae            | 유지애               | 21 de mayo de 1993 (31 años)       | Seúl                | Vocalista de apoyo y visual                        |
| Jisoo            | 지수             | Seo Ji Soo           | 서지수               | 11 de febrero de 1994 (31 años)    | Incheon             | Bailarina líder, rapera líder y vocalista de apoyo |
| Mijoo            | 미주             | Lee Seung Ah         | 이승아               | 23 de septiembre de 1994 (30 años) | Okcheon             | Bailarina principal, vocalista guía y rapera guía  |
| Kei              | 케이             | Kim Ji Yeon          | 김지연               | 20 de marzo de 1995 (30 años)      | Incheon             | Vocalista principal                                |
| Jin              | 진               | Park Myeong Eun      | 박명은               | 12 de junio de 1996 (28 años)      | Busan               | Vocalista principal                                |
| Sujeong          | 수정             | Ryu Su Jeong         | 류수정               | 19 de noviembre de 1997 (27 años)  | Daejeon             | Vocalista líder y bailarina guía                   |
| Yein             | 예인             | Jeong Ye In          | 정예인               | 4 de junio de 1998 (26 años)       | Incheon             | Bailarina líder, vocalista guía y maknae           |

## Discografía

### Álbumes de estudio
- Girls' Invasion (2014)
- R U Ready? (2017)

### Álbum reeditado
- Hi~ (2015)

- Now We (2017)

### EP
- Lovelyz8 (2015)
- A New Trilogy (2016)
- Fall in Lovelyz (2017)
- Heal (2018)
- Sanctuary (2018)
- Once upon a time (2019)

### Álbum sencillo
- Lovelinus (2015)

## Videografía

### Vídeos musicales
| Título                      | Año  | Otra(s) versión(es)         |
| --------------------------- | ---- | --------------------------- |
| «Good Night Like Yesterday» | 2014 |                             |
| «Candy Jelly Love»          | 2014 | - Versión Coreografía       |
| «Hi~»                       | 2015 | - Versión Coreografía       |
| «Shooting Star»             | 2015 |                             |
| «Ah-Choo»                   | 2015 |                             |
| «For You»                   | 2015 |                             |
| «Destiny»                   | 2016 | - Versión Coreografía       |
| «WoW!»                      | 2017 |                             |
| «Now, We»                   | 2017 |                             |
| «Twinkle»                   | 2017 | - Versión Marionetas (2019) |
| «That Day»                  | 2018 |                             |
| «Lost & Found»              | 2018 |                             |
| «Beautiful Days»            | 2019 |                             |

## Concierto
Encabezado
- Lovelyz 1st Concert – Lovelyz in Winterland (2017)
- Lovelyz Summer concert "Always" (2017)
- Lovelyz concert "Lovelyz in Winterland 2" (2018)
- Lovelyz Summer concert "Always 2" (2019)

Fanmeet
- 1st Lovelyz Fanmeeting & Mini Concert – Lovely Day (2015)

## Filmografía

### Televisión
| Año  | Canal        | Título                 | Miembro(s) | Notas                      |
| ---- | ------------ | ---------------------- | ---------- | -------------------------- |
| 2016 | Naver TVCast | Matching! Boys Archery | Kei        | Web drama; papel principal |
| 2016 | Channel A    | I Am A Job Applicant!  | Mijoo      | Web drama; papel principal |

### Series de realidad
| Año  | Canal   | Título                | Miembro(s) | Notas                                    |
| ---- | ------- | --------------------- | ---------- | ---------------------------------------- |
| 2016 | SBS MTV | Lovelyz in Wonderland | Todas      | Primer programa de variedades de Lovelyz |

### Apariciones en programas de variedades
| Año  | Canal      | Título                                 | Miembro(s)                    | Notas                                             |
| ---- | ---------- | -------------------------------------- | ----------------------------- | ------------------------------------------------- |
| 2012 | KBS2       | Immortal Songs 2                       | Baby Soul                     | con Sungkyu y Dongwoo de INFINITE                 |
| 2012 | SBS        | Running Man                            | Jiae                          | Episodio 98                                       |
| 2014 | Arirang TV | Pops in Seoul                          | Todas                         | Episodio "Candy Jelly Love"                       |
| 2014 | KBS2       | Dignity of a Full House of Family      | Ryu Su-jeong                  |                                                   |
| 2014 | MBC        | 2014 Idol Star Athletics Championships | Todas                         |                                                   |
| 2014 | Mnet       | Moon HeeJun Pure 15+                   | Jiae, Ryu Su-jeong            |                                                   |
| 2015 | KBS2       | Let's Go! Dream Team Season 2          | Jiae                          |                                                   |
| 2015 | SBS MTV    | Best of the Best                       | Ryu Su-jeong                  | 4 episodios especiales con V de BTS               |
| 2015 | Arirang TV | Pops in Seoul                          | Todas                         | Episodio "Hi~"                                    |
| 2015 | Arirang TV | After School Club                      | Todas                         | Episodio 152                                      |
| 2015 | MBC Every1 | Weekly Idol                            | Todas                         | Episodio 190                                      |
| 2015 | MBC        | Show! Music Core                       | Ryu Su-jeong                  | MC Especial                                       |
| 2015 | Mnet       | Yaman TV Episode 14                    | Todas                         | Invitadas con Red Velvet                          |
| 2015 | MBC Every1 | Shin Dong Yup's Bachelor Party         | Todas                         | Invitadas con Eunhyuk                             |
| 2015 | KBS2       | MV Stardust Bank                       | Baby Soul                     | MC Invitada                                       |
| 2015 | Mnet       | Yaman TV Episode 20                    | Mijoo, Yein                   | Episodio "Camping Trip"                           |
| 2015 | KBS        | A Song For You 4                       | Todas                         | Episodio 9                                        |
| 2015 | MBC Every1 | Weekly Idol                            | Todas                         | Episodio 219                                      |
| 2015 | KBS World  | Hello Counselor                        | Kei, Yein                     | Episodio 245                                      |
| 2015 | KBS2       | You Hee-yeol's Sketchbook              | Todas                         | con Yoon Sang, uno de los productores principales |
| 2015 | MBC        | My Little Television                   | Kei, Ryu Su-jeong             | Episodio 29 y 30                                  |
| 2015 | MBC Every1 | Weekly Idol                            | Kei, Ryu Su-jeong, Jisoo      | Especial Navideño                                 |
| 2015 | JTBC       | Two Yoo Project: Sugar Man             | Kei, Ryu Su-jeong, JIN, Mijoo | Invitadas con TWICE                               |
| 2015 | KBS2       | Vitamin                                | Baby Soul, Jisoo, Yein, Jiae  |                                                   |
| 2015 | SBS        | Baek Jong-won's Three Great Emperors   | Todas                         |                                                   |
| 2016 | MBC Every1 | Weekly Idol                            | Todas                         | Episodio 232 con la MC Especial Sunny             |
| 2016 | Arirang TV | After School Club                      | Todas                         | Episodio 194                                      |
| 2016 | MBC        | 2016 Idol Star Athletics Championships | Todas                         |                                                   |
| 2016 | SBS        | The Boss is Watching                   | Todas                         | Especial Año Nuevo Lunar                          |
| 2016 | Pikicast   | Attack on Fan's Heart                  | Todas                         |                                                   |
| 2016 | SBS        | Fantastic Duo                          | Kei, Ryu Su-jeong             | Piloto                                            |
| 2016 | Mnet       | We Kid                                 | Yein                          | Episodio 2                                        |
| 2016 | MBC        | People of Full Capacity                | Kei                           | con Momo de TWICE                                 |
| 2016 | KBS2       | Best Man                               | Kei                           |                                                   |
| 2016 | MBC Every1 | Weekly Idol                            | Todas                         | Episodio 250                                      |
| 2016 | SBS        | Inkigayo                               | Kei, Mijoo                    | MC Especiales con Rap Monster y Jin de BTS        |
| 2016 | MBC        | My Little Television                   | Kei                           | Episodio 57 y 58                                  |
| 2016 | SBS        | God's voice                            | Kei, Mijoo                    | Episodio 12                                       |
| 2016 | MBC        | Real Men                               | Todas                         | Episodio 166                                      |
| 2016 | KBS2       | Talents for Sale                       | Baby Soul, JIN                | Episodio 11 y 12                                  |
| 2016 | SBS        | Inkigayo Ultra Dance Festival          | Mijoo                         | Episodio 871                                      |
| 2016 | SBS        | Inkigayo Ultra Dance Festival          | Yein                          | Episodio 872                                      |
| 2016 | tvN        | Problematic Men                        | Todas                         | Episodio 69                                       |
| 2016 | JTBC       | Girl Spirit                            | Kei                           | Participante                                      |
| 2016 | JTBC       | Knowing Bros                           | Todas                         | Episodio 34                                       |
| 2016 | KBS        | Immortal Songs 2                       | Todas                         | 30 de julio                                       |
| 2016 | MBC        | Real Men                               | Jisoo                         | Episodios Especiales 159 - 161                    |
| 2016 | SBS        | Running Man                            | Mijoo                         | Episodio 313                                      |
| 2016 | JTBC       | Girl Spirit                            | Ryu Su-jeong & Yein           | Episodio 6                                        |
| 2016 | Mnet       | Hit The Stage                          | Mijoo                         |                                                   |
| 2016 | MBC        | 2016 Idol Star Athletics Championships | Todas                         |                                                   |
| 2016 | MBC        | Idol Chef King                         | Todas                         | Especial Chuseok                                  |
| 2016 | KBS        | Immortal Songs 2                       | Todas                         | 24 de septiembre                                  |
| 2016 | KBS        | Golden Bell                            | Todas                         |                                                   |
| 2016 | JTBC       | Girl Spirit                            | Todas                         | Audiencia                                         |

## Premios y nominaciones

### MelOn Music Awards
| Año  | Recibidor | Premio         | Resultado |
| ---- | --------- | -------------- | --------- |
| 2015 | Lovelyz   | Newcomer Award | Nominado  |

### Mnet Asian Music Awards
| Año  | Recibidor | Premio                      | Resultado |
| ---- | --------- | --------------------------- | --------- |
| 2015 | Lovelyz   | Best New Female Artist      | Nominado  |
| 2015 | Lovelyz   | UnionPay Artist of the Year | Nominado  |

### Korea Culture & Entertainment Awards
| Año  | Recibidor | Premio               | Resultado |
| ---- | --------- | -------------------- | --------- |
| 2015 | Lovelyz   | K-POP Top 10 Artists | Ganador   |

### Golden Disk Awards
| Año  | Recibidor | Premio           | Resultado |
| ---- | --------- | ---------------- | --------- |
| 2016 | Lovelyz   | New Artist Award | Nominado  |

### Seoul Music Awards
| Año  | Recibidor | Premio               | Resultado |
| ---- | --------- | -------------------- | --------- |
| 2015 | Lovelyz   | New Artist Award     | Nominado  |
| 2016 | Lovelyz   | Bonsang Award        | Nominado  |
| 2016 | Lovelyz   | Popularity Award     | Nominado  |
| 2016 | Lovelyz   | Hallyu Special Award | Nominado  |

### Asia Artist Awards
| Año  | Recibidor | Premio                        | Resultado |
| ---- | --------- | ----------------------------- | --------- |
| 2016 | Lovelyz   | Most Popular Artists (Singer) | Nominado  |

### MBC MusicShow ChampionAwards
| Año  | Recibidor | Premio                     | Resultado |
| ---- | --------- | -------------------------- | --------- |
| 2015 | Lovelyz   | Best Audience Rating Stage | Nominado  |